# Parc Nacional de Lorentz
El Parc Nacional de Lorentz és l'àrea més gran protegida del Sud-est Asiàtic, abastant unes 2.505.600 ha. Es troba a l'illa de Nova Guinea, a la provincial de Papua, a l'arxipèlag d'Indonèsia. És l'única àrea protegida en el món que incorpora una seqüència contínua i intacta d'ambients que van des d'àrees nevades fins a un ambient tropical marí, passant per extenses planes i selves tropicals humides. El territori fou declarat parc nacional pel govern d'Indonèsia en 1997 i Patrimoni de la Humanitat per la UNESCO l'any 1999.

## Denominació
El Parc Nacional de Lorentz, situat a Papua, Indonèsia, va rebre el nom de l'explorador i naturalista holandès Hendrikus Albertus Lorentz. El parc era conegut anteriorment com la Reserva Natural de Lorentz abans de ser designat Patrimoni de la Humanitat per la UNESCO el 1999 i rebatejat com a Parc Nacional de Lorentz.
Hendrikus Albertus Lorentz (1871-1924) va ser un explorador i cartògraf holandès que va dirigir una expedició a l'interior de la Nova Guinea holandesa (actual Papua, Indonèsia) entre 1909 i 1910. Durant aquesta expedició, Lorentz i el seu equip van fer importants descobriments geogràfics i científics. , cartografiant regions no explorades i recopilant dades valuoses sobre la flora, la fauna i els pobles indígenes de la zona.
En reconeixement de les seves contribucions a l'exploració i comprensió d'aquesta regió remota i diversa, el parc nacional va rebre el seu nom. El parc abasta una àmplia àrea de selva tropical verge, muntanyes escarpades i una biodiversitat única, incloses moltes espècies que no es troben a cap altre lloc de la Terra.

## Geografia
Al nord-oest del parc es troba la muntanya més alta d'Oceania, la piràmide de Carstensz (Puncak Jaya, 4.884 m) i les seves glaceres, al sud el mar d'Arafura, a l'oest el parc limita amb la zona de concessió de la mina de Grasberg de Freeport-McMoRan. Grans parts del parc encara no s'han investigat científicament. D'una banda, la jungla del parc és extremadament inaccessible, però, d'altra banda, és difícil obtenir el permís per entrar perquè els militars sospiten que el moviment d'alliberament de Papú es troba a la zona.

## Geologia
Localitzat en la unió entre dues plaques continentals en col·lisió, l'àrea té una geologia complexa amb formacions muntanyoses esculpides a través de les glaciacions. L'àrea conté també els registres fòssils que registren l'evolució de la vida a l'illa de Nova Guinea, amb un alt nivell d'endemismes i el més alt nivell de biodiversitat de la regió.

## Fauna i vegetació
El parc nacional acull uns 80 % d'espècies de mamífers i 65 % de les espècies d'ocells de Papua Occidental, nombroses plantes i animals encara inexplorats i vuit pobles indígenes com els Asmat, Amungme (Damal), Nakai (Asmat Keenok), Sempan, West Dani i Kamoro. A causa de la pressió dels ecologistes, el parc va ser afegit a la "Llista del Patrimoni Mundial" per la UNESCO com a monument natural l'any 1999 sota el president Bacharuddin Jusuf Habibie i, per tant, forma part del Patrimoni Natural de la Humanitat.
El parc nacional de Lorentz té 630 espècies d’ocells documentades (al voltant del 95% del nombre total d’espècies d’aus a Papua) i 123 espècies de mamífers. Les aus inclouen dues espècies de casuari, 31 espècies de coloms, 500 espècies de cacatua, 60 espècies d'alcedínids i 145 espècies de suimangues. Sis espècies d'ocells són endèmiques de la serralada de Sudirman, incloses la guatlla muntanyenca i la petroica roquera, 26 espècies són endèmiques de la Serralada Papua Central, mentre que tres són endèmiques de les terres baixes del Sud del Papua.
Entre les espècies amenaçades hi ha el casuari comú, la mallomys gunung, el goura de Scheepmaker, el lloro de Pesquet, l'ànec de Salvadori i el Macgregoria pulchra. Les espècies de mamífers inclouen l'equidna de musell llarg, l'equidna de musell curt i quatre espècies de cuscús, a més de wallabies, gat marsupial i cangur arborícola. Endèmic de la serralada Sudirman és el cangur arborícola dingiso, que es va descobrir el 1995.
El parc és especialment important per la seva mida i la biodiversitat, riquesa i representativitat de la seva flora i fauna. Gairebé el 90% és selva tropical natural verge. Els especialistes en mamífers consideren que el parc és la regió més important de la regió Australo-Pacífic per a la biodiversitat de mamífers.
Al parc hi viuen unes 164 espècies de mamífers, 324 de rèptils i 650 d'ocells. El nombre d'espècies d'insectes s'estima en unes 150.000. Entre els mamífers són únics els anomenats monotremes, dels quals hi viuen dues espècies al parc, l'equidna de bec curt (Tachyglossus aculeatus) i l'equidna de bec llarg occidental (Zaglossus brujini). A més, els mamífers estan representats principalment per marsupials. Aquests inclouen almenys quatre espècies de cuscus, el quoll de Nova Guinea (Dasyurus albopunctatus) i diverses espècies de cangur d'arbres (incloent-hi el dingiso descobert l'any 1994 (Dentrolagus mbaiso) per part de Tim Flannery a la zona de Tembagapura, prop de la mina de Freeport. L'animal, que viu a terra, és molt confiat i està protegit per la tribu Moni i venerat com a avantpassat. Entre les aus hi ha nombroses espècies amenaçades com el casuari (Casuarius casuarius), el colom coronat (Goura scheepmakeri) i el cap de truja (Psittrichas fulgidus). Les espècies de rèptils més cridaneres inclouen les dues espècies de cocodrils, el cocodril d'aigua salada (Crocodylus porosus) i el cocodril de Nova Guinea (Crocodylus novaeguineae).

Parc Nacional de Lorentz; al nord-oest la mina Grasberg

## Ocupació humana
La zona del parc nacional ha estat habitada des de fa més de 25.000 anys. Els boscos de Lorentz engloben les terres tradicionals de vuit grups ètnics indígenes, inclosos els Asmat, Amung, Dani, Sempan i Nduga. Les estimacions de la població actual varien entre 6.300 i 10.000 persones. És àmpliament reconegut que les estratègies de gestió de la conservació del parc hauran d’incorporar les necessitats i aspiracions d’aquests pobles si es vol protegir la biodiversitat. A més, la diversitat cultural és una altra mesura important d’èxit del parc.

## Amenaces
Les principals amenaces per a la biodiversitat del Parc Nacional de Lorentz són la tala comercial, la reconversió forestal per a l'agricultura de plantació, la conversió agrícola de petits agricultors, el desenvolupament de mines i extracció de petroli i gas, la construcció il·legal de carreteres i el comerç il·legal d'espècies. L'escalfament global també representa una amenaça substancial, ja que les glaceres del cim del Puncak Jaya estan en regressió.
Des de 2005 no es coneix d'explotació forestal comercial ni d'altres amenaces a gran escala a l'interior del parc, que hi havia durant el govern de Suharto i que s'han anat reduint amb la implementació de legislació ambiental des de la dècada de 1980, la descentralització de la gestió dels boscos, que va passar a mans dels governadors regionals, la declaració de parc nacional 1997 i Patrimoni de la Humanitat en 1999. Actualment, no hi ha projectes de conversió de boscos actius i la conversió agrícola és mínima. Se sap que el comerç il·legal d’espècies és un greu problema. La gran explotació minera d'or i coure de Freeport ha estat activa durant dècades a l'oest i al nord del parc, però no està activa dins dels límits del parc. L'exploració de petroli a l'interior i al nord-est del parc està en curs.
La salut general de la biodiversitat del parc nacional de Lorentz és ara com ara excel·lent. Tot i que el registre i altres amenaces encara no s'han materialitzat, és probable que això esdevingui una amenaça en el futur. El canvi climàtic representa una amenaça real, però les seves implicacions específiques per al parc nacional de Lorentz són incertes.

### Mineria
La mina d'or més gran del món, la mina Grasberg, és a prop. Cada dia s'aboquen 238.000 tones de residus al riu Ajkwa a través dels rius Aghawagon i Otomona. El coure i altres metalls pesants arriben al mar d'Arafura i ja s'han trobat en altes concentracions a les aigües subterrànies del parc. En canvi, el Projecte de Conservació del Parc Nacional de Lorentz es considera una iniciativa conjunta per preservar el patrimoni municipal i ecològic a l'àmbit del Parc Nacional de Lorentz. 45 km al sud-est de Grasberg, a la vall de Hoea, hi ha un jaciment de mineral presumiblement ric anomenat Mamoa. Els geòlegs el comparen amb Grasberg, que és com va rebre el sobrenom de fill de Grasberg. No obstant això, quinze de les companyies mineres més grans del món van arribar a un acord l'any 2003 per no explorar geològicament els parcs del Patrimoni Mundial.
Segons l'acord de concessió inèdit, l'Àrea de Contracte B de Freeport se superposa al Parc Nacional de Lorentz. La llei indonèsia permet la mineria als parcs nacionals perquè la mineria es considera una forma d'ús del sòl més alta que un parc.

## Conservació
La primera protecció formal d'uns 3.000 km² del paisatge de Lorentz va ser aplicada pel govern colonial holandès el 1919 amb l'establiment del Monument Natural de Lorentz. El 1978, el govern d'Indonèsia va establir una reserva natural estricta amb una superfície de 21.500 km². El Parc Nacional de Lorentz es va establir el 1997, amb una superfície total de 25.050 km², incloent-hi una extensió oriental i zones costaneres i marines.
El Parc Nacional de Lorentz va ser catalogat com a Patrimoni Natural de la Humanitat l'any 1999, però una àrea d'uns 1.500 km² es va excloure de la llista a causa de la presència de títols d'exploració minera dins del parc.
A partir de 2005, no hi havia personal ni guàrdies assignats a Lorentz. No obstant això, l'èxit del parc depèn en gran manera de la comprensió i el suport de les comunitats locals a la conservació, més que no només de l'aplicació externa. Diverses organitzacions de conservació estan treballant a la zona de Lorentz.
El 2006, el ministre de Silvicultura va establir una estructura de gestió per al parc nacional de Lorentz, l'Oficina del Parc Nacional de Lorentz amb seu a Wamena. L'Oficina va entrar en funcionament només el 2007 i va assolir una dotació de 44 a mitjan 2008. No obstant això, una missió de seguiment de la UNESCO l'any 2008 va reconèixer que la capacitat de l'Oficina estava seriosament limitada a causa de la manca de finançament, equipament i experiència.